# Openluchtmuseum van Viimsi
Het Openluchtmuseum van Viimsi (Ests: Viimsi vabaõhumuuseum) is een openluchtmuseum gelegen aan de kust van het dorp Pringi in de Estse gemeente Viimsi. Het museum biedt een verzameling van diverse historische kustgebouwen. Het belangrijkste onderdeel van het museum is de historische Kingu kustboerderijcomplex, met een traditionele schuurwoning uit de 19e eeuw. Naast de boerderij zijn er gereconstrueerde vissershuisjes te bezichtigen, samen met nettenhutten en andere structuren die gebruikt werden door vissers. Het museum beschikt ook over een pad versierd met miniatuurkopieën van verschillende Estse vuurtorens. Het museumterrein is aangewezen als een nationaal monument en staat onder de bescherming van de Estse nationale overheid. Het museum wordt beheerd door het Museum van het kustvolk.